# Jozef Malík
Jozef Malík (26. května 1901 Dolné Vestenice – 15. května 1959 Nitra) byl slovenský a československý politik Komunistické strany Slovenska a poúnorový poslanec Národního shromáždění ČSR.

## Biografie
Členem KSČ byl od roku 1925. Pracoval jako dělník. Za první republiky organizoval stávky a byl opakovaně stíhán. Za tzv. slovenského štátu se podílel na organizování komunistické odbojové činnosti. Byl členem okresního vedení ilegální KSS. V okolí města Prievidza se podílel na přípravě Slovenského národního povstání, kterého se sám aktivně účastnil. Za SNP působil jako partyzánský organizátor. Byl komisařem partyzánského oddílu. Byl mu udělen Československý válečný kříž a Řád Slovenského národního povstání.
V roce 1948 se uvádí coby rolník. Roku 1951 je zmiňován jako ředitel krajského výkupního podniku. K roku 1954 se profesně uvádí jako pracovník zemědělského oddělení Krajského výboru KSS. Před svou smrtí zastával funkci člena byra KV KSS a vedoucího tajemníka Krajského výboru Národní fronty v Nitře.
Ve volbách roku 1948 byl zvolen do Národního shromáždění za KSČ ve volebním kraji Trenčín. Mandát získal i ve volbách v roce 1954 (volební obvod Nové Zámky-Komárno). V parlamentu zasedal do své smrti v roce 1959, pak ho nahradil Tibor Bohdanovský.
V letech 1946–1953 se uvádí jako člen Ústředního výboru Komunistické strany Slovenska. Malý slovenský biografický slovník ho uvádí i jako poslance Slovenské národní rady. V databázích záznamů jednání SNR ale jeho jméno nefiguruje.
Zemřel v květnu 1959 po delší chorobě.